# Лиса, медведь и мужик
«Лиса, медведь и мужик» (бел. Ліса, мядзьведзь i мужык) — советский кукольный мультфильм, выпущенный в 1982 году киностудией Беларусьфильм.
«Лиса, медведь и мужик» –  первый совместный  мультфильм пары Виктор Довнар и Наталья Лось, снятый на фольклорной основе. Зрителей сразу же покорили смешные и хорошо проработанные куклы. В 1983 году лента получила премию «За юмор в раскрытии национального характера» на Всесоюзном конкурсе-смотре молодых кинематографистов в Кишиневе.

## Сюжет
По мотивам белорусских народных сказок, про медведя, хитрую лису и работящего мужика. Сказка была впервые опубликована в 1979 году.

## Съёмочная группа
| Режиссёр-постановщик   | Виктор Довнар                                                                 |
| Автор сценария         | Наталия Лось                                                                  |
| Оператор-постановщик   | Михаил Комов                                                                  |
| Художник-постановщик   | Наталия Лось                                                                  |
| Мультипликатор         | Виктор Довнар                                                                 |
| Куклы и декорации      | Наталия Лось, Виктор Довнар, А. Клёпина, Н. Шелет                             |
| Музыкальное оформление | А. Сигалова                                                                   |
| Роли озвучивали        | Павел Кормунин - Мужик, Тамара Муженко - Лиса, Валентин Белохвостик - Медведь |
| Звукооператор          | Владимир Устименко                                                            |
| Монтаж                 | С. Аксёнова                                                                   |
| Исполнение песни       | А. Лось                                                                       |
| Редактор               | Олег Белоусов                                                                 |
| Директор               | Леонарда Зубенко                                                              |

## Призы и награды
Диплом «За юмор в раскрытии национального характера» на Всесоюзном кинофестивале в Кишинёве, 1983 г.